# 文强 (重庆人)
文强（1956年1月29日—2010年7月7日），四川巴县（今重庆市巴南区）人，前一级警监，原重庆市公安局党委副书记、常务副局长、正厅局级侦查员，重庆市司法局局长。2010年7月7日，文强成为中国第一个被执行死刑的正厅局级公安局长。

## 简历
1972年1月参加工作，最初是一位片区民警。1977年9月加入中国共产党。曾先后担任四川省巴县公安局副局长，巴县政法委副书记兼公安局副局长，巴县县委常委、副书记。1992年9月任四川省重庆市公安局副局长，1997年8月起担任重庆市公安局副局长，任上侦破张君案。其间，2000年11月，提任正厅局级侦察员，2003年起担任重庆市公安局常务副局长、党委副书记。担任副局长期间，历经4任正局长郭元立、陈邦国、朱明国、刘光磊。2008年7月调任重庆市司法局局长。

## 案发
2009年8月6日，文强在北京参加全国司法厅局级会议时被限制行动，并于8月7日上午通过国航CA1419航班押解回重庆。
2009年9月26日，文强和原重庆市公安局副局长彭长健因涉嫌包庇、纵容黑社会性质组织罪和涉嫌受贿等职务犯罪被警方执行逮捕。
文强弟弟文兵之妻谢才萍亦于2009年7月21日，因为涉嫌黑社会性质组织犯罪，被重庆市公安局依法采取刑事拘留强制措施。谢才萍涉嫌组织、领导黑社会性质组织罪、开设赌场罪、容留他人吸毒罪、非法拘禁罪、妨害作证罪被逮捕。谢才萍是重庆目前已逮捕的19个黑恶团伙首犯中唯一一位女性。
谢才萍“涉黑”团伙22人于2009年10月14日上午9时30分，在重庆市第五中级人民法院开审。

## 审判
2010年2月2日上午9时30分，重庆市第五中级人民法院开庭公开审理文强涉黑案。上午9时31分，文强及其妻子周晓亚、重庆市公安局刑警总队原副总队长黄代强、重庆市公安局经侦总队原副总队长赵利明、重庆市公安局治安总队原副总队长陈涛等5人被押上法庭。文强被检方指控4项罪名：受贿罪、包庇纵容黑社会性质组织罪、巨额财产来源不明罪和强奸罪。
4月14日下午4时45分，重庆市第五中级人民法院一审以受贿罪（认定1211万余元）判处文强死刑，剥夺政治权利终身，并处没收个人全部财产；犯包庇、纵容黑社会性质组织罪，判处有期徒刑10年；犯巨额财产来源不明罪，判处有期徒刑8年；犯强奸罪，判处有期徒刑4年，决定执行死刑，剥夺政治权利终身，并处没收个人全部财产。一审宣判后，文强提出上诉。重庆市高级人民法院经依法公开开庭审理，于同年5月21日作出刑事裁定，驳回文强上诉，维持原判，并依法报请最高人民法院核准。
5月21日上午，重庆市高级人民法院对文强案二审公开宣判，驳回文强、周晓亚、黄代强、赵利明、陈涛的上诉，维持一审法院的判决。
2010年7月7日，经最高人民法院核准，文强在重庆歌乐山某刑场被执行死刑（注射针剂），距离他被“双规”，正好11个月整。临刑前，文强嘱咐儿子好好做人、勿恨社会和廉潔奉公。下午5时，文强儿子文伽昊领取了他的骨灰。文强成为中国第一个被执行死刑的正局级公安局长。其亲人怕被盗墓，故未葬其骨灰。